# Emanuela Folliero
Manuela Folliero, detta Emanuela (Milano, 7 febbraio 1965), è una conduttrice televisiva ed ex modella italiana.
È stata ''il volto'' ufficiale di Rete 4, nonché ultima signorina buonasera, annunciandone il palinsesto televisivo per 28 anni, dal 2 aprile 1990 all'8 luglio 2018. Nel corso della sua carriera ha condotto numerose trasmissioni su Rete 4, tra cui Ok, il prezzo è giusto! e Stranamore, e su Italia 1 e ha recitato piccole parti in alcune serie TV e film per il cinema e la televisione.

## Biografia

### Gli esordi e gli anni ottanta
Dopo aver terminato il liceo artistico, esordisce sul piccolo schermo partecipando come concorrente al gioco di Rete 4 M'ama non m'ama. Dopo aver lavorato come fotomodella, esordisce ufficialmente in televisione nel 1986, partecipando ai programmi Famiglia e dintorni e Milan-Inter in onda su Telenova, rete per la quale ricopre anche il ruolo di annunciatrice. Successivamente interpreta un piccolo ruolo nella serie Licia dolce Licia, con protagonista Cristina D'Avena, per poi prendere parte come valletta al gioco di Rai 2 Conto su di te!

### Il passaggio alla Fininvest e gli anni novanta
Il 2 aprile 1990 inizia a fare l'annunciatrice per la Fininvest: inizialmente come supplente delle annunciatrici di ruolo (comparendo così in tutti e tre i canali del gruppo), poi a partire dall'autunno del 1991 – a seguito dell'abbandono di Cinzia Lenzi – diventa l'annunciatrice ufficiale di Rete 4. Nello stesso periodo conduce la rubrica I Bellissimi di Rete 4, esperienza che svolge ininterrottamente sino al 7 luglio 2018. Negli anni successivi presenta su Italia 1 il magazine musicale Top venti, in onda inizialmente al martedì in seconda serata e in seguito al sabato pomeriggio all'interno del contenitore Unomania. Diventata molto popolare per il pubblico di Rete 4, presenta numerosi appuntamenti del canale come le rubriche quotidiane Pomeriggio al cinema, Cinema d'estate, gli appuntamenti settimanali di 4x7, Chi mi ha visto?, Affetti speciali, L'Italia del Giro (1997) e per cinque estati consecutive, dal 1998 al 2002, le prime serate di Ballo amore e fantasia.
Nel 1999 viene chiamata a sostituire ad interim Iva Zanicchi (impegnata in politica) a Ok, il prezzo è giusto! Come volto ufficiale della terza rete Mediaset prende inoltre parte ad alcuni promo del canale in onda nei periodi estivi e sotto le festività natalizie, e insieme con le colleghe Fiorella Pierobon e Gabriella Golia presta il suo volto a diverse campagne pubblicitarie legate a tematiche sociali. Nella stagione 1999/2000 è inoltre testimonial della campagna pubblicitaria per il lancio del nuovo settimanale femminile Tu, edito dalla Mondadori.

### Gli anni duemila e la breve parentesi in Rai
Nel 2000 conduce al fianco di Patrizia Rossetti, Miriana Trevisan e Chiara Sani lo speciale dedicato al carnevale dal titolo Coriandoli, in onda su Rete 4. Per la stessa rete dal 2000 conduce per alcune stagioni il rotocalco di gossip Sabato Vip, seguito nell'estate del 2001 dalla rubrica quotidiana Jet Set. Sempre nel 2001 recita al cinema nel film Merry Christmas di Neri Parenti. Nel 2002 posa per il calendario sexy del 2003 del mensile Capital fotografata da Bruno Bisang (il calendario ha richiesto una ristampa e ne sono state stampate 300 000 copie). Nel 2003 lascia temporaneamente il ruolo di annunciatrice per una breve e infelice parentesi a Rai 2, dove prende parte come showgirl al Paolo Limiti Show.
Dopo il ritorno a Mediaset, nel 2003 e 2004 conduce sempre per Rete 4 due edizioni del Festival di Napoli e due edizioni di Palermo, serata della moda. Sempre nel 2003 conduce su Rete 4 il programma Percorsi d'estate. Dal 2004 diventa la padrona di casa della serata Sfilata d'amore e moda, che conduce ogni estate sino al 2012. Dal 2004 al 2010 è inoltre per sette edizioni la conduttrice di Miss Padania, in onda su Rete 4. Nel 2005 affianca Alberto Castagna nella conduzione di Stranamore, ricoprendo anche il ruolo di inviata del programma. Dopo l'improvvisa morte di quest'ultimo, dal gennaio 2006 diventa la conduttrice ufficiale della trasmissione, presentandola per altre quattro stagioni sino al 2009. Nello stesso periodo conduce ancora su Rete 4 il Circo dell'estate, Stelle a quattro zampe, e lo spin off di Stranamore dal titolo If...

### Gli anni duemiladieci
Martedì 10 maggio 2011 conduce su Rete 4 la puntata pilota di Matrimoni all'italiana, riscontrando però uno scarso successo di ascolti. Sempre a maggio 2011 presenta per la stessa rete la striscia quotidiana 5 minuti di ... Benessere in onda dal lunedì al venerdì al mattino, e Benessere - Il ritratto della salute, programma quest'ultimo che, dopo le prime due puntate in prime time, viene spostato alla domenica pomeriggio a causa dei bassi ascolti. Dopo aver recitato nella sit-com Così fan tutte nell'autunno 2011 su Italia 1, conduce da gennaio a febbraio 2012 una nuova stagione di Benessere - Il ritratto della salute, questa volta sotto forma di striscia quotidiana di 30 minuti dal lunedì al venerdì alle 11:00 sempre su Rete 4.
Nell'autunno 2012 approda a La5 dove conduce i programmi Hollyfood - L'appetito vien guardando (dal lunedì al venerdì alle 18:45) e Il meglio di me (in onda per due edizioni nel 2013 e nel 2015). Nel'autunno del 2013 conduce su Rete 4 il programma settimanale Accademia del benessere, in onda al sabato mattina, seguito a febbraio 2014 dalla striscia quotidiana Sai cosa mangi?, in onda sempre al mattino per più edizioni su Rete 4 sino al 2017. Nel novembre 2015 torna su La5 per presentare il talent show Tra sogno e realtà, esperienza che ripete anche nel 2016, limitandosi però, in questa seconda edizione, alla sola conduzione della semifinale e della finale.

### Conclusione del ruolo come annunciatrice e altre esperienze professionali
Nel luglio 2018 conclude dopo 28 anni l'esperienza come  annunciatrice di Rete 4, pensionando definitivamente tale figura televisiva in Italia (già cancellata da Telemontecarlo nel 2001, quando quest'ultima cambiò nome in LA7, da Italia 1 nel 2002, da Canale 5 nel 2004 e dalle reti Rai nel 2016).
Nella stagione 2018-2019 pur sotto contratto con le reti Mediaset non viene impiegata nella conduzione di nessuna trasmissione, ma si limita esclusivamente a prendere parte come ospite ad alcuni programmi. Da settembre 2019, concluso il contratto che prevedeva una collaborazione in esclusiva con il gruppo Mediaset, passa in Rai, dove due volte al mese conduce una rubrica incentrata sui sentimenti all'interno del programma Detto fatto, in onda su Rai 2. A ottobre 2019 realizza per Sky Atlantic un annuncio speciale, dal sapore amarcord, per presentare il primo appuntamento della serie 1994. Dal 25 novembre al 20 dicembre 2019 torna sugli schermi di Rete 4 conducendo un nuovo ciclo del programma Sai cosa mangi?. Nello stesso anno interpreta un cameo nel film TV con protagonista il gruppo comico de I Legnanesi dal titolo Non è Natale senza Panettone. A gennaio 2021 insieme con Susanna Messaggio realizza degli annunci dal sapore vintage in cui annuncia l'arrivo di WandaVision sulla piattaforma Disney+. Dal 2024 è testimonial ufficiale dei City Angels e ha condotto, a Milano, il Premio Campione, riconoscimento da loro ideato. Dall'8 novembre 2024 approda sul web conducendo sul canale YouTube Qui Salute Magazine la rubrica Qui Talk. Nella stagione 2024/2025 prende parte come concorrente a Celebrity Chef, dove sfida le amiche e colleghe Patrizia Rossetti e Gabriella Golia, e al GialappaShow, dove riveste i panni dell'annunciatrice nello sketch parodia "I bellissimi di TV8" e conduce una puntata speciale al fianco del Mago Forest, Gabriella Golia e Mariolina Cannuli.

## Vita privata
Dopo una lunga relazione con il batterista dei Pooh Stefano D'Orazio, si fidanza con il manager Alessandro Salem. Nel 2007 si sposa con l'imprenditore Enrico Mellano, con il quale ha un figlio, Andrea (2008). La coppia si separa nel 2009. Nello stesso anno, conosce l'imprenditore Pino Oriccio, che sposa il 26 settembre 2018.

## Filmografia
- Licia dolce Licia – serie TV, 24 episodi (1987)
- Merry Christmas, regia di Neri Parenti (2001)
- R.I.S. - Delitti imperfetti – serie TV, episodio 2x07 (2006)
- Così fan tutte – serie TV, episodi 2x01-2x12 (2011-2012)
- Non è Natale senza panettone, regia di Marco Limberti – film TV (2019)

## Programmi TV
- M'ama non m'ama (Rete 4, 1984) - concorrente
- Annunciatrice di Telenova (1986-1987)
- Famiglia e dintorni (Telenova, 1986)
- Milan-Inter (Telenova, 1986)
- Conto su di te! (Rai 2, 1988-1989)
- Annunciatrice di Rete 4 (1990-2018); Canale 5 e Italia 1 (1990-1991)
- 4 per 7 (Rete 4, 1990)
- Top venti (Italia 1, 1990-1993)
- Pronti...Video! (Rete 4, 1991)
- I Bellissimi di Rete 4 (Rete 4, 1990-2018)
- TotoFestival (Rete 4, 1994) inviata
- Indimenticabili di Rete4 (Rete 4, 1994-1995)
- Pomeriggio al cinema (Rete 4, 1995-1996)
- Chi mi ha visto? (Rete 4, 1996-1998)
- L'Italia del Giro (Rete 4, Italia 1, 1997)
- Cinema d'estate (Rete 4, 1997-2017)
- Le mode di moda (Rete 4, 1997-1998) inviata
- Ballo, amore e fantasia (Rete 4, 1998-2002)
- Affetti speciali (Rete 4, 1998-2000)
- Ok, il prezzo è giusto! (Rete 4, 1999)
- Sabato Vip (Rete 4, 1999-2001)
- Coriandoli (Rete 4, 2000)
- Sabato Vip in Vacanza (Rete 4, 2000)
- Jet Set (Rete 4, 2001)
- Paolo Limiti Show (Rai 2, 2003)
- Festival di Napoli (Rete 4, 2003-2004)
- Palermo - La notte della moda (Rete 4, 2003-2004)
- Immagine (Rete 4, 2003-2004)
- Percorsi d'estate (Rete 4, 2003)
- Miss Padania (Rete 4, 2004-2010)
- Sfilata d'amore e moda (Rete 4, 2004-2012)
- Stranamore (Rete 4, 2005-2009)
- Il Circo per l'Estate (Rete 4, 2005)
- Stelle a quattro zampe (Rete 4, 2005)
- Il Paese delle cicale (Rete 4, 2007)
- If... (Rete 4, 2007)
- Matrimoni all'italiana (Rete 4, 2011)
- 5 minuti di ... Benessere (Rete 4, 2011)
- Benessere - Il ritratto della salute (Rete 4, 2011-2012)
- Hollyfood - L'appetito vien guardando (La 5, 2012)
- Il meglio di me (La 5, 2013, 2015)
- Accademia del benessere (Rete 4, 2013)
- Sai cosa mangi? (Rete 4, 2014-2017, 2019)
- Tra sogno e realtà (La 5, 2015-2017)
- Detto fatto (Rai 2, 2019-2020) - cura una rubrica sui sentimenti
- GialappaShow (TV8, 2025) - cameo e co-conduttrice

## Radio
- Festival Show (Radio Birikina, Radio Bella e Monella, 2002)
- In viaggio con Emanuela Folliero (Radio Italia, 2004-2012)

## Web
- Qui Talk (Qui Salute Magazine - YouTube dal 2024)

## Libri
- I Bellissimi in Cucina - 220 ricette da Oscar, Cairo Editore, 2011.

## Pubblicità
- Settimanale Tu (1999-2000)
- Caciocavallo Silano DOP (anni 2000)
- Supermercati Dem (2014-2015)